# Васил Манчов
Васил Манчов Данилов е български общественик и просветен деец в Македония.

## Биография
Манчов е роден в 1825 година в Свищов, тогава в Османската империя. Участва активно в дейността на кукушките униати. В периода 1859 – 1866 работи като учител в Битоля и развива усилена дейност за откриване на българско училище в града. Заради дейността си спечелва ненавистта на гръцкото духовенство, което го наклеветява пред турските власти. В резултат на това Манчов е хвърлен в битолския затвор, където лежи заедно с Димитър Миладинов, а след Битоля е прехвърлен в солунския затвор. Васил Манчов е пуснат на свобода след застъпничеството на чуждите консули в града. Отново е арестуван в следващата година и е изпратен на заточение в Мала Азия, където изкарва 5 години.
След Освобождението на България Васил Манчов участва в изграждането на възстановената българска държава.